# 火焔太鼓
『火焔太鼓』（かえんだいこ）は古典落語の演目。商売下手な古道具屋の主人が古びた太鼓を大名に売りに行くという滑稽噺。初代三遊亭遊三から5代目古今亭志ん生に伝えられた。5代目志ん生は、多量のくすぐりを入れるなど改作を施し、「十八番中の十八番」「志ん生の創作と言ってもよいくらい」とも評される。

## あらすじ
古道具屋の甚兵衛は、商売人と思えないほど呑気でお調子者の商い下手である。儲けが出そうでも正直に話してふいにしてしまう一方、家の火鉢を後先考えずに売ってしまい寒くて困っているという有様だった。そんな甚兵衛が商売を続けられるのも、抜け目ない女房がいるからだった。
ある日、甚兵衛は古く汚い太鼓を安く仕入れてくるが、それを見た女房はまた売れそうにないものを仕入れてきたと甚兵衛に嫌味を言う。甚兵衛は丁稚の定吉に店先でハタキをかけるよう言いつけるが、定吉は調子に乗って太鼓をドンドコと叩いて遊び始める。そのため、甚兵衛が定吉を注意していると、一人の侍が店に駆け込んで来て、先程聞こえた音の太鼓をぜひ屋敷に持ってきて欲しいという。聞けば、侍はさる大身の武家である赤井御門守に仕えており、たった今、赤井がこのそばを通っている最中に、その太鼓の音が耳に入り、大変気に入ったということであった。侍が去った後、甚兵衛は喜ぶが、妻はこの汚い太鼓が本当に売れるのかと疑い、むしろ、実物を見た殿様が怒って甚兵衛を庭の松の木に縛り付けるのではないかと軽口を言う。
戦々恐々としながら甚兵衛が屋敷に太鼓を持参すると、それを見た殿様はすぐに気に入り買いたいと申し出る。殿様によれば、この太鼓は、火焔太鼓という国の宝といって差し支えない一品だという。そして、売値はいくらかと問う家臣とのしばし問答の末、300両と決まり、あまりの大金に甚兵衛は150両まで数えたところで泣き出す始末だった。
ほくほく顔で店へと帰ってきた甚兵衛は300両で売れたと女房に報告し、信じない彼女の前に小判を積み上げる。ようやく事実だと知った女房は、甚兵衛を褒める。そして、興奮冷めやらぬ2人は次は何を仕入れるかという話になり、やはり音の出るものがいいということになって、甚兵衛は火の見櫓の半鐘を仕入れようと言う。それに対し女房は言う。
「半鐘はいけないよ、おジャンになるから」

## 落ちについて
落ち（サゲ）の「おジャンになる」とは、物事が途絶するという意味で、火事が消し止められたとき、半鐘を一点だけ打ったことに由来する言葉である。他にも、味を占めた甚兵衛が「もっと太鼓を仕入れよう」というのに対し、妻が「欲をかきすぎるとバチが当るよ」とたしなめるというサゲもある（太鼓の桴（ばち）と、仏罰の「バチ」を掛けている）。同様に、笛を仕入れようとするパターンでは、「またピーピーになるわよ」というサゲになる（笛の音色とお金がなくて「ピーピーになる」という俗語をかけたもの）。

## 題材について
作中に出てくる太鼓は「楽太鼓」と呼ばれる雅楽に使う打楽器で、平たい形状を持ち、垂直に立てて演奏するのが特徴である。3メートルを越える巨大なものから、神社・仏閣で使われる持ち運びにも適した小型のものまで様々な大きさがある。太鼓についての武士の説明は「ふたつとない」ではなく「ふたつという」である。これはもともと対の太鼓である、ということに由来している。

## バリエーション
5代目志ん生は1958年（昭和33年）1月1日にニッポン放送で放送された一席において、「太鼓は儲かるよ」「どうしてだい」「ドンドンと儲かるから」という「おめでたい」形の落ち（サゲ）に変えて演じた（音源が市販されている）。
三遊亭白鳥は、志ん生の創作部分を除いた原話に独自の創作部分を加えた新たな古典として発表している。
五街道雲助は、登場人物の口調を芝居がかったものにして『人情噺 火焔太鼓』として演じることがあり、CD化もされている。登場人物を過剰なまでに思い入れたっぷりに演じる雲助と良く知った滑稽噺の内容とのミスマッチに会場は爆笑に包まれる。
上方落語の3代目桂南光が2016年に上方風に翻案したものを演じ、伝えられた弟子の2代目桂南天も持ちネタとしている。